# Google Workspace
Google Apps for Work (tidligere Google Apps for Business) er en pakke bestående af værktøjer til cloudcomputing, produktivitet og samarbejde samt software, som man kan abonnere på hos Google.
Dette omfatter Googles populære webapplikationer, herunder Gmail, Google Drive, Google Hangouts, Google Kalender og Google Docs. Mens disse produkter er gratis at anvende, giver Google Apps for Work adgang til virksomhedsspecifikke funktioner såsom brugerdefinerede e-mailadresser på dit domæne (@dinvirksomhed.com), mindst 30 GB lagerplads til dokumenter og e-mails samt telefon- og e-mailsupport døgnet rundt alle ugens dage. Som en cloudcomputing-løsning er det en anderledes tilgang end kommerciel produktivitetssoftware, idet kundeoplysningerne hostes i Googles netværk af sikre datacentre frem for på traditionelle interne servere hos virksomhederne.
Ifølge Google bruges Google Apps af over 5 millioner organisationer verden over, heriblandt 60 procent af Fortune 500-virksomheder.

## Historisk oversigt
- 10. februar 2006 – Google lancerede en Gmail for Your Domain-test på San Jose City College, hvor man hostede Gmail-konti med SJCC-domæneadresser og admin-redskaber til kontoadministration.[6]
- 28. august 2006 – Google lancerede Google Apps for Your Domain, et sæt apps for organisationer. Det kunne fås gratis som beta-produkt og omfattede Gmail, Google Talk, Google Kalender og Google Page Creator, som senere blev erstattet af Google Sites. Googles daværende vicedirektør og adm. virksomhedsdirektør, Dave Girouard, skitserede fordelene for forretningskunder: "Organisationer kan lade Google være eksperterne, når det handler om at levere førsteklasses e-mail, messaging og andre webbaserede tjenester, mens de selv fokuserer på deres brugeres behov og den daglige forretning."[7]
- 10. oktober 2006 – En udgave til skoler, kendt som Google Apps for Education, blev lanceret.[8]
- 22. februar 2007 – Google introducerede Google Apps Premier Edition, som adskilte sig fra den gratis version ved at tilbyde mere lagerplads (10 GB pr. konto), API'er til virksomhedsintegration samt en serviceniveauaftale om 99,9 % oppetid. Den kostede USD 50 pr. brugerkonto om året. Ifølge Google var nogle af de tidlige brugere af Google Apps Premier Edition Procter & Gamble, San Francisco Bay Pediatrics og Salesforce.com.[9]
- 25. juni 2007 – Google føjede en række funktioner til Google Apps, heriblandt e-mailoverførsel, som gør det muligt for kunderne at overføre eksisterende e-maildata fra en IMAP-server.[10] I en artikel på ZDNet bemærkedes det, at Google Apps nu tilbød et redskab til skift fra det populære Microsoft Exchange og Lotus Notes, hvilket gav Google en placering som alternativ til Microsoft og IBM.[11]
- 3. oktober 2007 – En måned efter overtagelsen af Postini bekendtgjorde Google, at den nystartede virksomheds funktioner vedrørende e-mailsikkerhed og overholdelse af regler og standarder var blevet føjet til Google Apps Premier Edition. Det blev nu nemmere for kunderne at konfigurere deres spam- og virus-filtrering, implementere tilbageholdelsespolitikker, gendanne slettede meddelelser og give administratorer adgang til alle e-mails.[12]
- 26. februar 2008 – Google introducerede Google Sites, et simpelt nyt Google Apps-redskab til oprettelse af intranet og team-websteder.[13]
- 9. juni 2010 – Google lancerede Google Apps Sync for Microsoft Outlook, en plugin, der giver kunderne mulighed for at synkronisere deres e-mail, kalender og kontakter mellem Outlook og Google Apps.[14]
- 7. juli 2010 – Google bekendtgjorde, at tjenesterne i Google Apps – Gmail, Google Kalender, Google Docs og Google Talk – ikke længere var i beta.[15]
- 9. marts 2010 – Google åbnede Google Apps Marketplace, en online-butik for forretningsprogrammer fra tredjepart, der kan integreres med Google Apps, så det bliver nemmere for brugere og softwareprogrammer at gøre forretning i skyen. De deltagende sælgere var Intuit, Appirio og Atlassian.[16]
- 26. juli 2010 – Google introducerede Google Apps for Government, en udgave af Google Apps, der var udviklet med henblik på den offentlige sektors unikke politik- og sikkerhedsbehov. Det blev også meddelt, at Google Apps var den første skyprogrampakke, der modtog certificering og godkendelse fra Federal Information Security Management Act (FISMA).[17]
- 26. april 2011 – Næsten fem år efter lanceringen af Google Apps bekendtgjorde Google, at organisationer med mere end 10 brugere ikke længere var berettiget til den gratis version af Google Apps. De skulle tilmelde sig betalingsversionen, som nu hedder Google Apps for Business. Man introducerede også en fleksibel betalingsordning, således at kunderne fik mulighed for at betale USD 5 pr. bruger om måneden uden at være bundet af en kontrakt.[18]
- 28. marts 2012 – Google lancerede Google Apps Vault, en valgfri eDiscovery- og arkiveringstjeneste for Google Apps for Business-kunder.[19]
- 24. april 2012 – Google introducerede Google Drive, en platform til lagring og deling af filer. Alle brugere af Google Apps for Business fik tildelt 5 GB Drive-plads og mulighed for at tilkøbe mere.[20] Observatører bemærkede, at Google nu havde gjort sit indtog på skylagermarkedet og konkurrerede med navne som Dropbox og Box.[21]
- 6. december 2012 – Google meddelte, at den gratis version af Google Apps ikke længere ville være tilgængelig for nye kunder.[22]
- 13. maj 2013 – Google øgede Drive-lagerpladsen for Google Apps-kunder. Google kombinerede de 25 GB i Gmail og 5 GB i Drive, således at den samlede lagerplads pr. bruger er 30 GB, der kan bruges på tværs af alle Apps-produkter, herunder Gmail og Google Drive.[23]
- 10. marts 2014 – Google lancerede Google Apps Referral Program, som giver deltagerne en bonus på USD 15 for hver ny Google Apps-bruger, de henviser.[24]
- 25. juni 2014 – Google præsenterede Drive for Work, et nyt tilbud fra Google Apps med ubegrænset fillagerplads, avanceret overvågningsrapportering samt nye sikkerhedsfunktioner for USD 10 pr. bruger om måneden.[25]
- 2. september 2014 – Google Enterprise, virksomhedens forretningsproduktdivision, blev officielt omdøbt til Google for Work. "Det var aldrig vores tanke at skabe en traditionel 'forretningsvirksomhed' – vi ønskede at skabe en ny måde at arbejde på", forklarede Eric Schmidt, Googles bestyrelsesformand. "Så nu er tiden inde til, at vores navn skal indfri vores ambitioner." Denne større ændring blev afspejlet ved, at Google Apps for Business blev omdøbt til Google Apps for Work.[26]
- 14. november 2014 – Sekundære domæner understøttes ikke i den gratis udgave af Google Apps. Den gratis udgave af Google Apps understøtter kun domænealiasser.[27]

## Produkter
Sortimentet af produkter og tjenester i Google Apps for Work omfatter Gmail, Google Kalender, Google Drive, Hangouts, Google Docs, Google Sheets, Google Slides, Google Analyse, Google Sites, Google+ og Google Apps Vault. Med undtagelse af Google Apps Vault er de alle inkluderet i basisplanen, som koster USD 5 pr. bruger om måneden eller USD 50 om året. En udvidet pakke, Drive for Work, inkluderer Google Apps Vault plus ubegrænset lagerplads for USD 10 pr. bruger om måneden.

### Gmail
Gmail blev udrullet i begrænset distribution den 1. april 2004 og er nu verdens mest populære webmailtjeneste. Den blev åbnet for alle forbrugere i 2007. I juni 2012 var der ifølge Google 425 millioner Gmail-brugere.
Den gratis forbrugerversion af Gmail understøttes af tekstreklamer med forbindelse til indholdet af brugernes e-mails. Populære funktioner omfatter 15 GB gratis lagerplads, samtaler organiseret i tråde, en stærk søgefunktion og en app-lignende grænseflade.
Gmail i Google Apps for Work ligner den gratis version, men har en række ekstra funktioner udviklet til forretningsbrugere.
Disse omfatter:
- Brugerdefineret e-mail med kundens domænenavn (@dinvirksomhed.com)
- 99,9 % garanteret oppetid uden planlagt nedetid for vedligeholdelse[35]
- Enten 30 GB eller ubegrænset lagerplads delt med Google Drive, afhængigt af planen
- Ingen reklamer
- Kundesupport døgnet rundt, alle ugens dage
- Google Apps Sync for Microsoft Outlook[34]

### Google Drive
Googles tjeneste til fillagring og synkronisering blev frigivet den 24. april 2012, mindst seks år efter, der begyndte at gå rygter om produktet. Googles officielle bekendtgørelse beskrev Google Drive som "et sted, hvor man kan oprette, dele, samarbejde om og opbevare alle sine ting."
Med Google Drive kan brugerne uploade enhver filtype til skyen, dele dem med andre og få adgang til dem fra en hvilken som helst computer, tablet eller smartphone. Brugerne kan med lethed synkronisere filer mellem deres computer og skyen ved hjælp af et program til Mac og pc. Dette program lægger en særlig mappe på computeren, og alle filændringer synkroniseres på Drive, på internettet og på diverse enheder. Forbrugerversionen af Google Drive omfatter 15 GB lagerplads fordelt på Gmail, Drive og Google+ Photos.
Som en del af Google Apps for Work indeholder Google Drive ekstra funktioner, der er udviklet med henblik på forretningsbrug. Disse omfatter:
- Enten 30 GB eller ubegrænset lagerplads delt med Gmail, afhængigt af planen
- Kundesupport døgnet rundt, alle ugens dage
- Delingskontrol, der holder filer private, indtil kunderne beslutter sig for at dele dem
- Avanceret overvågning og rapportering[39]

### Google Docs, Sheets, Slides og Analyse
Google Apps omfatter online-redigeringsprogrammer til oprettelse af tekstdokumenter eller dokumentfilformater, regneark, præsentationer og undersøgelser. Værktøjspakken blev oprindeligt frigivet den 11. oktober 2006 under navnet Google Docs & Spreadsheets.
Google Docs, Sheets, Slides og Analyse fungerer i en hvilken som helst webbrowser eller på enhver enhed med internetadgang. Dokumenter, regneark, præsentationer og undersøgelser kan deles, kommenteres på og samredigeres i realtid. Yderligere funktioner omfatter ubegrænset revisionsoversigt, der bevarer alle ændringer sikkert på ét sted samt offline-adgang, der gør det muligt for brugerne at arbejde på deres dokumenter uden internetforbindelse.
Den 25. juni 2014 introducerede Google redigering af originaler for Microsoft Office-filer i Google Docs, Sheets og Slides. En journalist fra Mashable gentog lignende bemærkninger fra andre artikler, da han skrev: "Google positionerer tydeligvis sine apps som en prismæssigt overkommelig løsning for virksomheder, der af og til har brug for at redigere Office-filer." 

### Google Sites
Google Sites, der blev lanceret den 28. februar 2008, giver brugere mulighed for at oprette og redigere websider, selv hvis de ikke er bekendt med HTML eller webdesign. Man kan opbygge websider fra bunden eller ved hjælp af skabeloner, uploade indhold såsom fotos og videoer og styre adgangstilladelser ved at vælge, hvem der må se og redigere hver enkelt side.
Google Sites var oprindeligt en del af betalingsversionen af Google Apps, men blev hurtigt tilgængelig også for forbrugere. Forretningskunder anvender Google Sites til at bygge projektsider, intranet for virksomheder og offentlige websteder.

### Google Kalender
Googles online-kalendertjeneste er udviklet til at fungere sammen med Gmail og blev lanceret til forbrugere den 13. april 2006. Den anvender iCal-standarden til at samarbejde med andre kalenderprogrammer.
Googles online-kalender er en integreret onlinekalender, der kan deles. Den er udviklet med henblik på teams. Virksomheder kan oprette specifikke teamkalendere og dele dem på tværs af virksomheden. Kalendere kan også uddelegeres til en anden person med henblik på at administrere en specifik kalender og begivenheder. Google Kalender kan også bruges til at se, om mødelokaler eller delte ressourcer er ledige og føje dem til begivenheder.
Nyttige funktioner i Google Kalender:
- Del kalendere med teammedlemmer og andre for at tjekke tilgængelighed
- Læg teammedlemmers kalendere sammen i én visning for at finde et tidspunkt, hvor alle er ledige
- Brug mobil-app'en, eller synkroniser med den indbyggede kalender på mobile enheder
- Offentliggørelse af kalendere på internettet og integrering i Google Sites
- Enkel migrering fra Exchange, Outlook eller iCal eller fra .ics- og .csv-filer
- Bogdelte rum og ressourcer[50]

### Google Hangouts
Den 15. maj 2013 bekendtgjorde Google, at et nyt tekst-, stemme- og videochatværktøj ville erstatte tjenesterne Google Talk, Google Voice og Google+ Hangouts. Det blev kendt som Google Hangouts og gør det muligt for op til 10 personer i forbrugerversionen og 15 personer i arbejdsversionen at deltage i samtaler via deres computer eller mobile enhed. Deltagerne kan dele deres skærme samt se og arbejde på ting sammen. Tjenesten Hangouts On Air lader brugerne streame liveudsendelser til Google+, YouTube og deres egne websteder.
Den version af Hangouts, der følger med Google Apps for Work, understøtter op til 15 deltagere, og administratorerne kan vælge at begrænse Hangouts til personer på det samme domæne, så der er begrænset adgang for eksterne deltagere.
Hangouts-app'en lagrer meddelelser online i Googles sky, og der er mulighed for at slå historikken fra, hvis man vil holde en samtale uofficiel. Desuden gemmer integreringen med Google+ alle fotos, som brugerne deler med hinanden, i et privat, delt album på Google+.
Den 30. juli 2014 bekendtgjorde Google, at alle Google Apps-kunder vil få adgang til Hangouts – også de, der ikke har en profil på Google+. Google indgik også partnerskaber med henblik på integrering med andre videochatudbydere som Blue Jeans Network og Intercall.
Google meddelte også, at Hangouts er dækket af samme brugsvilkår som andre Google Apps for Work-produkter som Gmail og Drive. Apps for Work-kunder får desuden telefonsupport til Hangouts døgnet rundt alle ugens dage, 99,9 % garanteret oppetid samt ISO27001- og SOC 2-certificering.
Den 19. december 2014 meddelte Google via Google+, at en af de mest efterspurgte funktioner for Hangouts i Gmail ville blive genindført. Apps-administratorerne kan vælge, at statusmeddelelser kun skal kunne ses internt.

### Google+
Googles sociale netværkstjeneste, Google+, blev lanceret den 28. juni 2011 i et felteksperiment med inviterede deltagere. Observatører erklærede, at det var Googles seneste forsøg på at udfordre den sociale gigant Facebook. Mens Google+ siden har overhalet Twitter i kapløbet om at blive verdens næststørste sociale netværk efter Facebook, er det blevet kritiseret for at have skuffet sine brugere og svigtet med hensyn til generering af henvisningstrafik.
Den 27. oktober 2011 meddelte Google, at Google+ nu var tilgængeligt for personer, der bruger Google Apps på læreanstalter, på arbejdspladser og i hjemmet.
Den 29. august 2012 meddelte Google, at de efter at have modtaget feedback fra forretningskunder, der deltog i et forsøgsprogram, havde skræddersyet funktioner i Google+ til organisationer. Disse funktioner omfatter privat deling inden for organisationer og administrative kontrolmuligheder, der begrænser synligheden af profiler og opslag.
Den 5. november 2013 tilføjede Google et ekstra sikkerhedslag for grupper med begrænsning, der kun er åbne for personer i en organisation. Administratorer har mulighed for at gøre grupper begrænsede som standard og vælge, hvornår personer uden for organisationen må lukkes ind.
Google+ fik som forretningsnetværk blandede anmeldelser: funktioner, der hjælper små virksomheder med at få opmærksomhed online, forvirrende branding, vigtig rolle i sociale markedsføringsstrategier for virksomheder. Mange online-artikler lægger vægt på, at virksomheders tilstedeværelse på Google+ forbedrer deres placering i Google-søgeresultater, fordi opslag på Google+ øjeblikkeligt indekseres af Google.

### Google Apps Vault
Google Apps Vault, der er en arkiverings- og eDiscovery-tjeneste udelukkende for Google Apps-kunder, blev lanceret den 28. marts 2012. Vault giver kunderne mulighed for at finde og bevare e-mailmeddelelser, der kan være relevante i forbindelse med søgsmål. Det hjælper dem også med at administrere forretningsdata med henblik på kontinuitet, overholdelse af regler og standarder samt lovgivningsmæssige formål. Siden 25. juni 2014 har Vault-kunder også haft mulighed for at søge, få vist og eksportere filer på Google Drive.
Google Apps Vault er en del af Drive for Work med ubegrænset lagerplads, som koster USD 10 pr. bruger om måneden.

## Priser
Når potentielle kunder tilmelder sig Google Apps for Work, får de en gratis prøveperiode på 30 dage for op til 10 brugere. Efter prøveperioden kan de vælge en årlig plan til USD 50 pr. bruger om året eller en fleksibel plan til USD 5 pr. bruger om måneden eller USD 60 om året. Begge planer faktureres månedligt.
Med den fleksible plan har kunderne mulighed for at tilføje ubegrænset lagerplads og Google Apps Vault for en samlet månedlig pris på USD 10 pr. bruger. For organisationer med færre end fem brugere er lagerpladsen begrænset til 1 TB pr. bruger med denne valgmulighed.

## Sikkerhed
Google har udtalt, at de ikke ejer kundernes data. Dataene er lagret i Googles datacentre, og adgang hertil er begrænset til udvalgte medarbejdere og ansatte. De deler ikke data med andre, beholder kun data så længe, som kunden ønsker det, og kunderne kan tage dataene med sig, hvis de migrerer væk fra Google Apps.
Google Apps tilbyder sikkerhed og overholdelse af regler og standarder i virksomhedsklasse, herunder revision af typen SSAE 16-/ ISAE 3402 Type II, SOC 2, ISO 27001-certificering samt overholdelse af Safe Harbor Privacy Principles. Også branchespecifikke krav som Health Insurance Portability and Accountability Act (HIPAA) kan understøttes. Google hævder, at programmer til blokering af spam er integreret i Google Apps med indbygget viruskontrol og kontrol af dokumenter, før brugerne kan downloade en meddelelse.
Google sikrer, at alle filer, der uploades til Google Drive, krypteres, samt at alle e-mails, som sendes og modtages, er krypterede, når de bevæger sig internt mellem datacentrene. I et blogindlæg udtalte Google for Work, at de har stærke kontraktmæssige forpligtelser til beskyttelse af kundernes oplysninger, samt at de ikke viser reklamer eller gennemser kundeoplysninger i reklameøjemed.

## Brug
Google Apps hævder, at deres redskaber bruges af flere end 5 mio. virksomheder, det være sig den gratis version eller betalingsversionen. Ifølge direktøren for Google for Work, Amit Singh, bruger 60 % af Fortune 500-virksomhederne Google for Work-tjenester. Kunderne kan findes i forskellige brancher verden over, bl.a. Uber, AllSaints, BuzzFeed, Design Within Reach, Virgin, PwC med flere. Mange af de kunder, der bruger Apps, er nævnt på Apps-kundesiden.

## Google-forhandlere og -henvisere
Google har et økosystem af forhandlere, der hjælper kundeemner med at komme i gang med Apps. Partner-fortegnelsen hjælper folk med at finde partnere. Den 10. marts 2014 lancerede Google et henvisningsprogram, hvor henvisere modtager USD 15 for hver person, der tilmelder sig. Dette program var i starten for personer i USA og Canada. Der står med småt i henvisningsprogrammet, at man kan henvise et ubegrænset antal kunder, men man bliver kun belønnet for hver henvisningskundes første 100 brugere.
Den 4. december 2014 introduceredes Google for Work and Education Partner Program, som hjælper partnere med at sælge, levere ydelser og innovere på tværs af pakken af produkter og platforme i Google for Work and Education.

## Google Apps Marketplace
Google Apps Marketplace blev lanceret i 2010 som en online-butik med virksomhedsorienterede skybaserede programmer, der øger funktionaliteten i Google Apps. Marketplace lader administratorer lede efter, købe og udrulle integrerede virksomhedsorienterede skybaserede programmer. Det fås til Google Apps, Google Apps for Work og Google Apps for Education.
Udviklere kan også udvikle apps på Marketplace samt sælge apps og tjenester. Den 6. marts 2014 meddelte Google, at Google Apps-kunder har tilføjet over 200 mio. installationer fra Marketplace siden opstarten i 2010.
Den 17. september 2014 udsendte Google et blogopslag om, at medarbejdere kan installere tredjepartsapps fra Marketplace uden at indblande administratorer.

## Online-anmeldelser
Google Apps har fået mange positive anmeldelser på internettet med gennemsnitligt 4-5 stjerner ud af 5. Anmeldelserne roser Google Apps for konkurrencedygtige priser, altomfattende pakkeløsninger, nem opsætning og god funktionalitet på tværs af enheder. Visse negative anmeldelser peger på, at Google Apps, Google Presentations og Google Documents ikke har funktioner på et niveau, der giver professionelt udseende dokumenter som i Powerpoint og Microsoft Word.

## Konkurrence
Den primære konkurrent til Google Apps-pakken er Microsoft Office 365, som er Microsofts skybaserede tilbud til virksomheder og indeholder lignende produkter. Online-anmeldere er uenige om, hvilket produkt der er det bedste. I anmeldelser bemærkes det, at Google Apps og Microsoft 365 ligner hinanden i popularitet, men har forskellige funktioner.
Nøgleforskellene ligger i prisplanerne, lagringspladsen og antallet af funktioner. Microsoft 365 har typisk et større antal funktioner end Google Apps, men mange af dem bliver ikke brugt. Google udgiver ikke sine omsætnings- eller brugertal, hvilket gør det svært for anmelderne at sammenligne de to produkters succes. Microsoft havde pr. oktober 2014 7 mio. Office 365-kunder og voksede med 25 % i det sidste kvartal. Microsoft har også bekendtgjort, at kunder, som køber skyversionen af Microsoft Office 365, får ubegrænset lagerplads.
Der er i øjeblikket ikke nogen nystartede virksomheder, der konkurrerer med Google Apps-pakken, idet omkostningerne ved at konkurrere med ét produkt, fx e-mail, er for høje, og indtjeningsmulighederne er små.
Google Apps har med sin nye SKU, Apps with Unlimited Storage and Vault, tiltrukket nye konkurrenter – Box, Dropbox og OneDrive.

## Relaterede produkter
Google Apps for Work er en del af mange andre produkter blandt Googles arbejdsprodukter. Disse omfatter Google Cloud Platform, Google Search for Work, Google Maps for Work, Google Chrome for Work.

## Yderligere læsning
- Beswick, James (2009). Getting Productive With Google Apps. San Francisco, CA: 415 Systems. ISBN 978-1-4404-8676-0.
- Conner, Nancy (2008). Google Apps: The Missing Manual. Sebastopol: Pogue Press. ISBN 978-0-596-51579-9.
- Granneman, Scott (2008). Google Apps Deciphered: Compute in the Cloud to Streamline Your Desktop. USA: Prentice Hall. ISBN 978-0-13-700470-6.
- Meet the father of Google Apps (who used to work at Microsoft) Arkiveret 29. april 2014 hos  Wayback Machine

## Eksterne links
- Officielt websted Arkiveret 31. maj 2015 hos  Wayback Machine
- Officiel Google Apps Partner-søgning
- Officiel Google Maps for Work
- Officiel Google Drive for Work Arkiveret 14. august 2015 hos  Wayback Machine
- Officiel Google Apps Marketplace